# 拉斯·维歇特
拉斯·维歇特（德語：Lars Wichert，1986年11月28日—），德国男子赛艇运动员。他曾代表德国参加世界赛艇锦标赛，获得三枚金牌、一枚银牌和一枚铜牌。他也曾参加2012年和2016年夏季奥运会。